# Aberto de Tênis de Santa Catarina 2007
L'Aberto de Tênis de Santa Catarina 2007 è stato un torneo di tennis facente parte della categoria ATP Challenger Series nell'ambito dell'ATP Challenger Series 2007. Il torneo si è giocato a Florianópolis in Brasile dal 23 al 29 aprile 2007 su campi in terra e aveva un montepremi di $35 000+H.

## Vincitori

### Singolare
Paul Capdeville ha battuto in finale  Juan Pablo Guzmán con il punteggio di 7–6(0), 6–0

### Doppio
Pablo Cuevas /  Horacio Zeballos hanno battuto in finale  Andre Miele /  João Souza con il punteggio di 6–4, 6–4